# UDFj-39546284
UDFj-39546284는 푸른 별들로 촘촘히 구성된 은하로서 약 132억 광년 떨어진 것으로 추정되는 은하이다. 2016년까지 발견된 가장 멀리 떨어진 은하였다. 빅뱅 이후 약 4억 8천만년 이후의 모습으로 생각되며 이전까지 가장 먼 은하였던 UDFy-38135539 보다 대략 1억 5천만 광년 더 멀리 떨어져 있다.
적색편이가 대략 10 정도 될 것으로 예상되나 광도가 약하여 UDFy-38135539와 같이 분광학적인 확인을 아직 받지 못하였으며 2014년경 발사될 것으로 예상되는 제임스 웹 우주 망원경에 의해 확정될 것으로 생각되었으나, 2012년 VLT(Very Large Telescope)의 관측으로 적색편이가 z=11.9로 제안되었다가 2022년 제임스 웹 우주망원경의 분광 결과 z=10.38로 정정되었다.

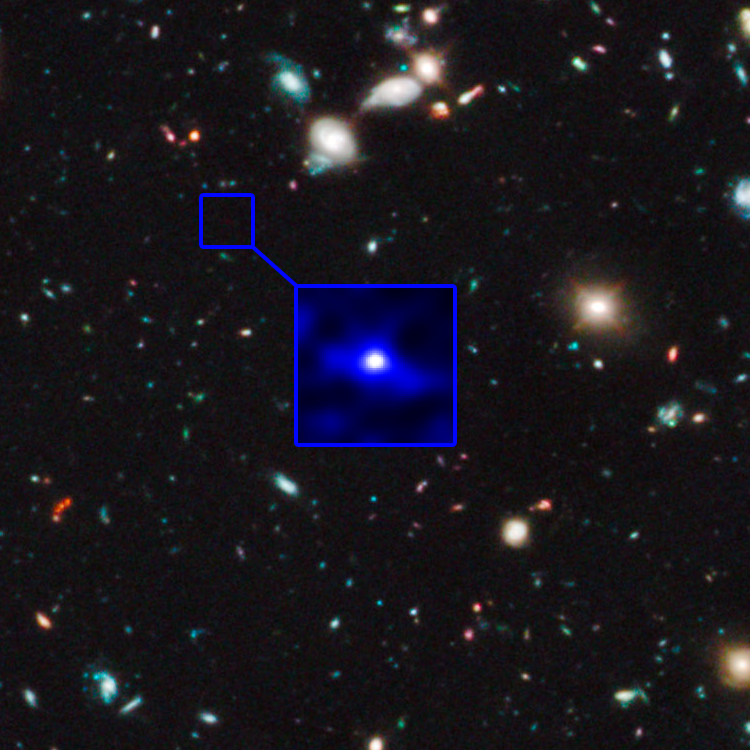
UDFj-39546284 의 모습. 파란색 선 정사각형 안의 은하가 UDFj-39546284이다.

이번 발견은 빅뱅 이후 4억 8천만년에서 6억 5천만년까지 별들의 숫자가 10배 비율로 증가했다는 천문학자들의 추측을 뒷받침해주는 근거가 되었다.

다음은 UDFj-39546284 발견 전까지의 가장 멀리 떨어진 은하들의 목록이다.
| 은하             | 날짜        | 적색편이량(z값) | 비고 |
| ---------------- | ----------- | --------------- | --- |
| UDFj-39546284    | 2011 -      | z=10.38         | 2012년 적색편이량이 10.3에서 11.9로 재계산되었다가 2022년 10.38로 정정되었다. |
| MACS0647-JD      | 2011 - 2012 | z=10.7          | 초기에 UDFj-39546284의 적색편이가 z=10.3으로 발표되었을 때 z=10.7로 발표되어 가장 먼 은하가 되었으나 이후 UDFj-39546284의 분광학적 적색편이가 z=11.9로 개정 및 발표됨에 따라 두 번째로 가장 먼 은하로 지정되었다. |
| 아벨 1835 IR1916 | 2004 -      | z=10.0          | 사실상 2번째로 가장 멀리 떨어져 있다. 적색편이량 z=10.0으로 UDFy-38135539의 8.89보다 더 높다. 그러나 이 값은 논쟁이 진행 중이고, 제미니 망원경 및 스피처 우주 망원경의 후속 관측이 연이어 실패하였다.             |
| UDFy-38135539    | 2010 − 2011 | z=8.11          | 2번째로 가장 멀리 떨어져 있다. 이 은하는 IOK-1 및 GRB 090423보다 더 멀리 떨어져 있다. |
| A1689-zD1        | 2008 − 2010 | z=7.6           | 사실상 3번째로 가장 멀리 떨어져 있다. 아벨 1689에 속해 있다. 이 목록에서는 실었지만, 적색편이량 z=7.6이 분광학적 검증이 제대로 되지 않았다.                                                                       |
| IOK-1            | 2006 − 2008 | z=6.96          | 3번째로 가장 멀리 떨어져 있다.이후 가장 멀리 떨어지 은하의 지위를 A1689-zD1이 차지하게 된다. |

## 같이 보기
- 허블 울트라 딥 필드
- 허블 우주 망원경